# Риденберг
Риденберг (њем. Riedenberg) општина је у њемачкој савезној држави Баварска. Једно је од 26 општинских средишта округа Бад Кисинген. Према процјени из 2010. у општини је живјело 1.045 становника. Посједује регионалну шифру (AGS) 9672145.

## Географски и демографски подаци
Риденберг се налази у савезној држави Баварска у округу Бад Кисинген. Општина се налази на надморској висини од 395 метара. Површина општине износи 13,2 km². У самом мјесту је, према процјени из 2010. године, живјело 1.045 становника. Просјечна густина становништва износи 79 становника/km².